# Kanton Montbarrey
Der Kanton Montbarrey war bis 2015 ein französischer Wahlkreis im Département Jura und in der ehemaligen Region Franche-Comté. Er umfasste 13 Gemeinden im Arrondissement Dole; sein Hauptort (frz.: chef-lieu) war Montbarrey. Die landesweiten Änderungen in der Zusammensetzung der Kantone brachten im März 2015 seine Auflösung. Vertreter im conseil général des Départements war zuletzt von 1998 bis 2015 Alain Bigueur.

## Gemeinden
- Augerans
- Bans
- Belmont
- Chatelay
- Chissey-sur-Loue
- Germigney
- La Loye
- Montbarrey
- Mont-sous-Vaudrey
- Santans
- Souvans
- Vaudrey
- La Vieille-Loye